# Fortín de las Flores
Fortín de las Flores ist eine Stadt in der Region Altas Montañas im mexikanischen Bundesstaat Veracruz. Fortín de las Flores ist Verwaltungssitz des Municipio Fortín.

## Geschichte

### Herkunft des Namens
Der Name Fortín und kam zustande, weil gegen Ende des 18. Jahrhunderts an jener Stelle eine Festung errichtet wurde, um den Transportweg über den Río Metlac zu schützen. Der zweite Teil des (später hinzugefügten) Namens stammt aus dem Ende des 19. Jahrhunderts, als Antonio Polanco hier den Blumenanbau auf kommerzieller Basis einführte. Die Blumenzucht von Fortín ist national und international bekannt.

### Anstieg der Bedeutung als Stadt
Durch Dekret vom Juli 1930 wurde die Gemeinde Fortín in unmittelbarer Nachbarschaft zu den Gemeinden Córdoba und Ixtaczoquitlán gegründet.
Mit Erlass vom 15. Juli 1955 wurde das Dorf Fortín in den Rang einer Kleinstadt (villa) erhoben und in Fortín de las Flores umbenannt.
Am 12. November 1959 erhielt Fortín de las Flores Stadtrechte (erfolgte die Einstufung als Ciudad).

## Sehenswürdigkeiten
Eine der historisch bedeutendsten Sehenswürdigkeiten im Umkreis der Gemeinde ist die Ex Hacienda la Monte Blanco. Sie wurde bereits 1618 errichtet und ist eine der ältesten Haziendas der Region. Während des Unabhängigkeitskriegs diente sie den Aufständischen als Kaserne.
Die Hauptattraktion der Umgebung ist die Barranca de Metlac, ein durch den Río Metlac geformter Canyon.